# Īlioupolī
Īlioupolī (Ηλιούπολη in greco) è un comune greco di 76 730 abitanti dell'unità periferica di Atene Centrale in Attica.

## Monumenti e luoghi d'interesse

### Architetture religiose
- Chiesa dei Santi Costantino ed Elena
- Chiesa di Santa Marina
- Chiesa di Santa Parasceve
- Chiesa del Profeta Elia

## Sport
Ha sede nel territorio l'Īlioupolī, società di calcio fondata nel 1953 che milita in Souper Ligka Ellada 2 2024-2025. Altra società cittadina è il Charavgiakos Football Club, con trascorsi nei campionati di Vita e Gamma Ethniki.